# Сиріл Норман Гіншелвуд
Сиріл Норман Гіншелвуд (англ. Cyril Norman Hinshelwood; 19 червня 1897, Лондон — 9 жовтня 1967, Лондон) — англійський фізико-хімік. Нобелівський лауреат з хімії 1956 року "За дослідження в області механізмів хімічних реакцій».

## Біографія
Сиріл Норман Гіншелвуд народився в Лондоні і був єдиною дитиною у Етель (до шлюбу Сміт) і Нормана Гіншелвуда. Його батько, бухгалтер, перевіз сім'ю до Канади з міркувань бізнесу, а також через слабке здоров'я хлопчика. Сиріл і його мати незабаром, незадовго до смерті старшого Гіншелвуда, що послідувала в 1904 р., повернулися до Англії. Гіншелвуд відвідував в Лондоні Вестмінстерської міську школу. У 1916 р. йому була присуджена стипендія Бейлліол-коледжу при Оксфордському університеті, але перша світова війна не дозволила йому відразу скористатися нею. Замість цього він поступив на Куінсферійську фабрику вибухових речовин, де, будучи спочатку «хлопчиком-вундеркіндом», став згодом асистентом головного хіміка. Робота на фабриці з виробництва твердих вибухових речовин пробудила в ньому інтерес до хімічної кінетики, якою він займався протягом всієї своєї діяльності.
Тільки в 1919 р. Гіншелвуд вступив в Оксфорд. Будучи студентом, він направив до Британської хімічне товариство три статті, які були прийняті до опублікування. У 1920 р. він стає аспірантом Бейлліол-коледжу, а в 1921 р. — аспірантом і молодшим викладачем Триніті-коледжу. Те, що він називав своєю «об'єднаною лабораторією», складалося з кількох підвальних приміщень у Бейлліол-коледжі і окремих флігелів в Триніті-коледжі, які служили не тільки для науково-дослідної діяльності, а й для викладання фізичної хімії.
Після залишення в 1964 р. поста в Оксфорді Гіншелвуд переїжджає у власний будинок у Лондоні, де його мати жила після повернення з Канади до самої своєї смерті в 1959 р. Його прихильністю до матері можна пояснити, чому він ніколи не одружувався. Залишаючись старшим дослідником лондонського Імперіал-коледжу, він продовжував дослідження з проблем бактеріального росту, був попечителем Британського музею і головою ради коледжу королеви Єлизавети в Лондоні. Гіншелвуд помер 9 жовтня 1967 р. у Лондоні.

## Наукова діяльність
На початку 20-х років Гіншелвуд, як і Дж. У. Стретт, і Ірвінг Ленгмюр в довоєнні роки, став цікавитися застосовністю кінетичної теорії для пояснення динаміки хімічних реакцій, що перебігають на очах. Термічний розпад різних газоподібних органічних сполук — це, як відомо, або мономолекулярна, або молекулярна реакція. В останньому випадку кінетична теорія часто дає відносно прийнятне пояснення причини реакції як зіткнення двох молекул. Значно важче уявити, як єдина молекула отримує необхідну енергію активації для мономолекулярної реакції. Було вже доведено, що радіаційне опромінення не ініціює такі реакції, що швидкість реакції не залежить від числа присутніх молекул. Гіншелвуд знайшов відповідь на це питання в активації зіткнення. У той час як більшість його сучасників основну увагу приділяло специфічним реакціям, він, виходячи з даних для великого числа реакцій, вивів загальні положення для таких реакцій. Після висунення ідеї про квазімономолекулярні реакції він міг передбачити, ґрунтуючись на певному взаємозв'язку між процесами активації та дезактивації зіткнення, чи буде дана реакція мономолекулярного або молекулярних.
Гіншелвуд включив більшість даних цього дослідження у свою першу книгу «Кінетика хімічних перетворень в газоподібних системах». Він відчував, що ця книга відбила першу стадію тристадійного, на його думку, процесу створення наукової теорії. На першій стадії спостерігається «загрублене спрощення, яке лише частково відбиває необхідність практичного застосування законів і навіть зайве захоплення прагнене до елегантності форми». Наступні реакції приведуть до другої стадії, на якій «порушується симетрія гіпотетичних систем і розмивається чіткість формулювань в результаті посилюються суперечності між впертими фактами і догмами». Гіншелвуд вважає, що «на третій стадії, якщо це коли-небудь відбудеться, сформується нове, менш очевидна і складніша побудова, а його частини будуть більш тонко переплетені, оскільки це вже буде природна концепція, а не вигадана людиною».
У 1927 р. Гіншелвуд почав детальне дослідження реакції між газоподібними воднем і киснем. Він показав, що в певному інтервалі тиску реакція протікає дуже повільно, тоді як поза цього інтервалу йде дуже швидко, вибухоподібно. Використовуючи концепцію ланцюгових або ланцюгово розгалужених реакцій, яку його друг і колега Микола Семенов вже застосував до процесу окислення фосфору, Гіншелвуду вдалося описати реакцію кисню з воднем.
Після відходу у відставку Фредеріка Содді в 1937 р. Гіншелвуд в Оксфорді успадковував його місце професора кафедри неорганічної та фізичної хімії. Поряд з його обов'язками керівника групи студентів Ексетер-коледжу Гіншелвуд продовжував свої дослідження в лабораторіях Бейлліол-і Триніті-коледжів аж до 1941 р., коли перед ним відкрилися нові можливості. Хоча він дуже обтяжувався адміністративними обов'язками, він не ухилявся від їх виконання. Багато уваги приділяючи підтримці репутації Оксфорда як знаменитого навчального та науково-дослідного центру, Гіншелвуд допоміг знайти в університеті краще співвідношення між вільними мистецтвами і наукою. Він підтримував фізико-хіміків і органіків, розвивав їх успішні пошуки; багато хто з них пізніше стали відкривачами нових напрямків у теоретичної хімії та біології. Як член університетського оксфордського видавництва, захищав програму наукових публікацій, розпочату ще до другої світової війни.
Наприкінці 30-х років Гіншелвуд почав вивчення процесу бактеріального росту з використанням методів хімічної кінетики, що і стало його головним науковим напрямом. Гіншелвуд розглядав живу клітину як складний набір взаємозв'язаних хімічних реакцій, які він порівнював з "безліччю простих музичних тем, кожна з яких виконується на окремому інструменті … Функціонування живої клітини залежить від комбінації всіх цих елементів як у симфонії. Маючи деякі знання про теорії простих елементів, чи можемо ми встановити які-небудь закони композиції симфонії? ". Гіншелвуд вважав, що адаптація бактерій до навколишнього середовища відбувається на молекулярному рівні і, таким чином, здатність до адаптації успадковується. Хоча його модель клітини спочатку перебувала в суперечності з думкою деяких біологів, багато його єретичних ідей, нині включені в теорію регуляції клітин, зіграли важливу роль в імунологічних дослідженнях.

## Нагороди
«За дослідження механізму хімічних реакцій», особливо за створення теорії ланцюгових реакцій, Гіншелвуд і Микола Семенов в 1956 р. були нагороджені Нобелівською премією з хімії. У Нобелівській лекції Гіншелвуд високо оцінив наукову діяльність М. М. Семенова: «Дослідження реакції кисню з воднем з'явилося вихідним моментом, в результаті якого моя робота в Оксфорді увійшла в безпосередній контакт з роботою Семенова. Наша прихильність його ідеям була відразу ж оцінена, і обмін думками на ранній стадії дозволив встановити дружні відносини між Семеновим і мною, які з тих пір і тривають». Гіншелвуда глибоко поважали за його педагогічні здібності, і, що характерно, велика частина його промови при врученні премії була присвячена викладу деяких найцікавіших питань, які ще чекають своїх дослідників — молодих хіміків-теоретиків.
Крім Нобелівської премії, Гіншелвуд був нагороджений медаллю Деві (1947) і медаллю Коплі Лондонського королівського товариства (1962). У 1948 р. йому було даровано дворянство, і йому були присвоєні почесні вчені ступені численних університетів. Він був членом Королівської академії наук та близько десятка інших наукових товариств. Гіншелвуд — іноземний член АН СРСР.

## Захоплення
Гіншелвуд був великим знавцем сучасної та класичної літератури і знав принаймні вісім іноземних мов, включаючи грецьку та латиницю. Його студенти жартували, що він за кожні літні канікули вивчав ще одну іноземну мову. Він був членом Оксфордського суспільства Данте і президентом Оксфордських відділень і асоціацій сучасних і класичних мов. З 1921 р., з тих пір, як став викладачем в Триніті-коледжі, він почав писати картини маслом, використовуючи невеликих розмірів палітру, отриману їм у подарунок ще в дев'ятирічному віці. У 1968 р. на посмертній виставці було представлено понад 100 його картин, що включають інтер'єри Оксфорда, пейзажі місцевості від Лондона до Оксфорда і портрети. Його цікавили також музика, особливо Бетховен і Моцарт, китайська порцеляна і перські килими.